# Caharet
Caharet ist eine französische Gemeinde mit 30 Einwohnern (Stand 1. Januar 2022) im Département Hautes-Pyrénées in der Region Okzitanien (vor 2016: Midi-Pyrénées). Sie gehört zum Arrondissement Tarbes und zum Kanton La Vallée de l’Arros et des Baïses.
Die Einwohner werden Caharetais und Caharetaises genannt.

## Geographie
Caharet liegt am oberen Bouès, sechs Kilometer westlich von Lannemezan in der historischen Vizegrafschaft Nébouzan. An der westlichen Gemeindegrenze verläuft der Bach Lène.
Umgeben wird Caharet von den drei Nachbargemeinden:
|      |                                             | Bégole    |
| Péré | Kompassrose, die auf Nachbargemeinden zeigt |           |
|      |                                             | Lutilhous |

## Einwohnerentwicklung
Nach Beginn der Aufzeichnungen stieg die Einwohnerzahl bis zur ersten Hälfte und nochmals in der Mitte des 19. Jahrhunderts auf einen Höchststand von jeweils rund 115. In der Folgezeit sank die Größe der Gemeinde mit einem markanten Rückgang zu Beginn des 20. Jahrhunderts bei kurzen Erholungsphasen bis zu den 1990er Jahren auf 25 Einwohner, bevor eine moderate Wachstumsphase einsetzte.
| Jahr      | 1962 | 1968 | 1975 | 1982 | 1990 | 1999 | 2006 | 2011 | 2022 |
| --------- | ---- | ---- | ---- | ---- | ---- | ---- | ---- | ---- | ---- |
| Einwohner | 35   | 31   | 31   | 29   | 25   | 26   | 28   | 26   | 30   |

## Wirtschaft und Infrastruktur
Caharet liegt in den Zonen AOC der Schweinerasse Porc noir de Bigorre und des Schinkens Jambon noir de Bigorre.

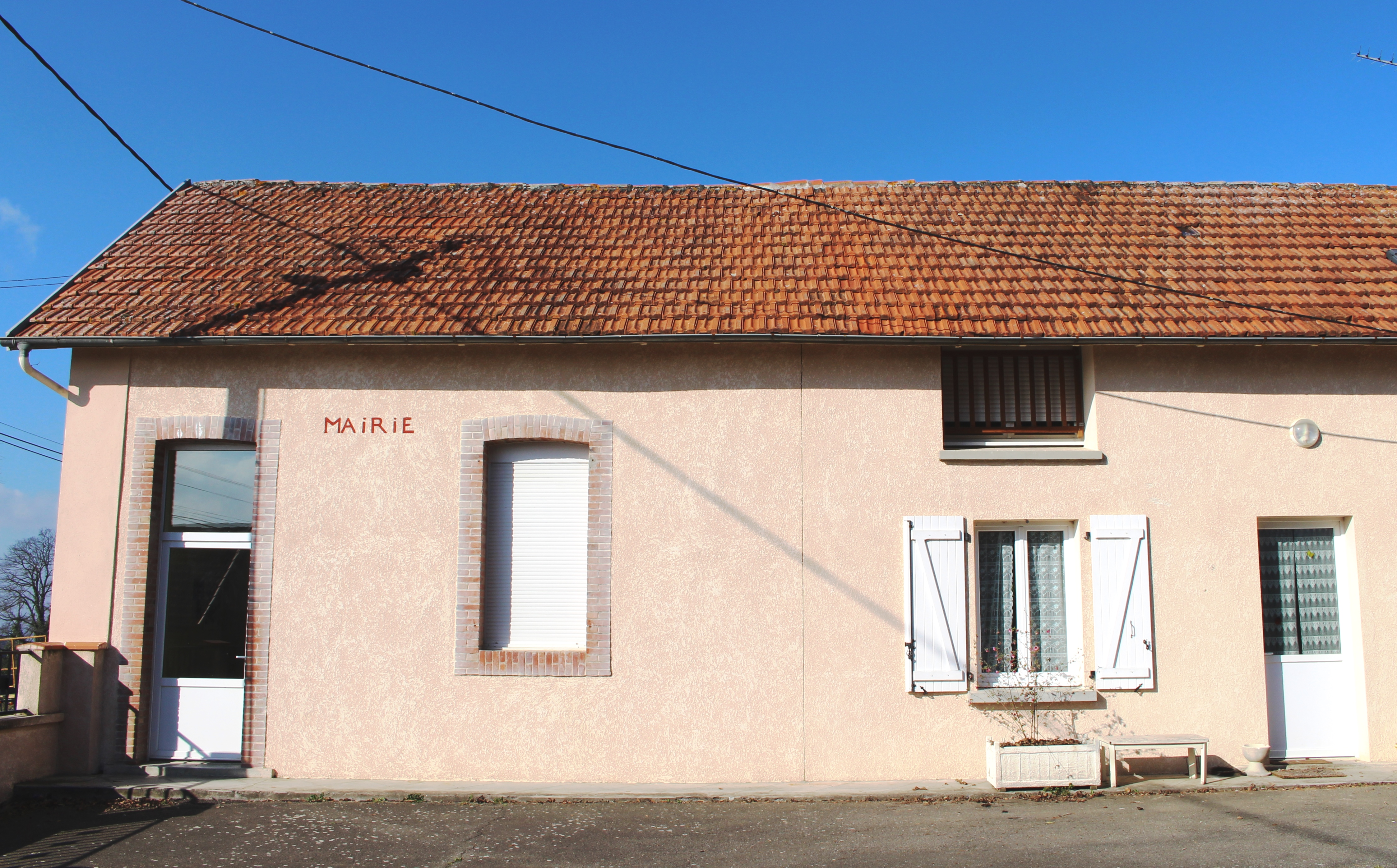
Mairie (Rathaus)

### Verkehr
Caharet ist über die Route départementale 411 erreichbar.
Die Autoroute A64, genannt La Pyrénéenne, streift das Gebiet der Gemeinde am westlichen Rand ohne direkte Ausfahrt zum Ort. Die am nächsten gelegene Ausfahrt 15 ist circa. 6,5 Kilometer entfernt und bedient die Gemeinde Capvern.